# Turistická značená trasa 4278
 Turistická značená trasa 4278 je 13 km dlouhá zeleně značená trasa Klubu českých turistů v okresech Jablonec nad Nisou a Semily spojující Harrachov a Horní Mísečky. Její převažující směr je východní. Většina trasy se nachází na území Krkonošského národního parku.

## Průběh trasy
Turistická trasa má svůj počátek v centru Harrachova na rozcestí pod skokanskými můstky na Čerťáku, kde přímo navazuje na stejně značenou trasu 4326 z Rokytnice nad Jizerou. Zároveň je tudy průchozí modře značená trasa 1801 ze západního okraje města do Špindlerova Mlýna, se kterou vede trasa 4278 zpočátku v souběhu. Ten končí po průchodu městskou zástavbou u autobusového nádraží a trasa 4278 pokračuje již samostatně po silnici do Ryžoviště, kde se nachází křížení se žlutě značenou trasou 7225 ze Studenova k Mumlavskému vodopádu. Za Ryžovištěm vstupuje trasa na tzv. Krakonošovu cestu, kterou sleduje až do svého cíle.
Trasa pokračuje po asfaltové komunikaci údolím proti proudu Ryzího potoka až do sedla Ručičky, kde se nachází rozcestí s modře značenou trasou 1894 z Čertovy hory na Hoření Domky a žlutě značenou trasou 7307 z Vosecké boudy do Jestřabí v Krkonoších. Trasa 4278 odtud stoupá po cestě jižním úbočím Lysé hory přes rozcestí se zde končící modře značenou trasou 1899 z pod Zadního Plechu na Dvoračky, kde se nachází rozcestí s červeně značenou trasou 0439 z Vysokého nad Jizerou na pramen Labe, žlutě značenou trasou 7308 z Rokytnice nad Jizerou na Rezek a výchozí modře značenou trasou 1895 do Rokytnice nad Jizerou.
Trasa dále stoupá jako lesní pěšina východním směrem na jižní výběžek Kotle Čihadlo a za ním klesá do Kotelních jam. Za nimi pokračuje po pěšině lesem k bývalé Kotelské boudě, kde se nachází rozcestí s výchozí modře značenou trasou 1898 do Dolních Míseček. Trasa pokračuje dále přes Boudecký potok na východ k Novákově louce, a dále po zpevněné lesní cestě přes Krvavou strouhu na okraj Horních Míseček. Do nich vstupuje po Masarykově horské silnici a končí na rozcestí u Jilemnické boudy s červeně značenou Bucharovou cestou od pramene Labe do Jilemnice a žlutě značenou trasou 7310 od tamtéž do Dolních Míseček.

## Krakonošova cesta
Krakonošova cesta (německy Rübezahl Weg) je historická krkonošská cesta z Harrachova na Horní Mísečky v celé délce sledovaná trasou 4278. Po sedlo Ručičky se dnes jedná o asfaltovou komunikaci sjízdnou pro běžná motorová vozidla, ve zbytku trasy je vhodná pro pěší.

## Turistické zajímavosti na trase
- Skiareál Harrachov
- Ski muzeum v Harrachově
- Dvoračky
- Kotelní jámy